# Les Frères de Saint-Sérapion
Pour les articles homonymes, voir Sérapion.
Les Frères de Saint-Sérapion (en allemand : Die Serapionsbrüder) est un recueil de contes et nouvelles d'Ernst Theodor Amadeus Hoffmann paru en quatre volumes entre 1819 et 1821.

## Historique
Bâti, sur le modèle des Mille et une nuits ou du Décaméron, il décrit, dans un récit-cadre, la réunion d'un groupe d'amis fictif le jour de la Saint-Sérapion. Passionnés d'art, ils se racontent mutuellement des histoires dont ils débattent ensuite. 
Le titre du recueil vient de Sérapion, écrivain chrétien et évêque de Thmuis qui vécut dans une stricte ascèse dans le désert Libyque au IVe siècle. Dans la première nouvelle du recueil, L'Ermite Sérapion (Der Einsiedler Serapion), Sérapion, en réalité le comte P* de M-, est un vieil homme affable, mais excentrique, qui ne parvient pas à distinguer entre ses visions et la réalité ; il prétend être le martyr chrétien, avoir rencontré l'Arioste, Dante et Pétrarque, vit dans la forêt franconienne comme s'il s'agissait de la Thébaïde et voit dans les lointains clochers de Bamberg les temples d'Alexandrie. Ces affirmations se fondent sur un argument : « Le temps est un concept aussi relatif que le nombre ».
Ce « principe de Sérapion » est un motif qui revient dans chacune des histoires. Hoffmann l'emploie pour proclamer l'identité du poète et du voyant, en ce sens qu'il a accès au monde des rêves et peut naviguer entre l'univers onirique et le monde réel. Il ne raconte pas simplement des histoires, mais traduit dans son œuvre ses visions de l'autre monde.
Le groupe fictif des frères de Saint-Sérapion ne doit pas être confondu avec celui des amis d'Hoffmann, qui s'intitulaient également « frères de Saint-Sérapion ». 
Les nouvelles les plus célèbres du recueil sont :
- Les Mines de Falun (Die Bergwerke zu Falun)
- Casse-Noisette et le Roi des souris (Nußknacker und Mausekönig), le célèbre conte qui a inspiré au compositeur russe Piotr Ilitch Tchaïkovski, à travers une adaptation française d'Alexandre Dumas, le ballet Casse-noisette (Щелкунчик)
- Maître Martin le tonnelier et ses apprentis (Meister Martin der Küfner und seine Gesellen)
- Mademoiselle de Scudéry (Das Fräulein von Scuderi), l'une des premières nouvelles policières de l'histoire du genre

## Liste des nouvelles

### Premier volume
- L'Ermite Sérapion (Der Einsiedler Serapion)
- Le Conseiller Krespel (Rat Krespel)
- Le Point d'orgue (Die Fermate)
- Le Poète et le Compositeur (Der Dichter und der Komponist)
- Fragment de la vie de trois amis (Ein Fragment aus dem Leben dreier Freunde)
- La Cour d'Artus (Der Artushof)
- Les Mines de Falun (Die Bergwerke zu Falun)
- Casse-Noisette et le Roi des souris (Nußknacker und Mausekönig)

### Deuxième volume
- La Guerre des Maîtres Chanteurs (Der Kampf der Sänger)
- Une histoire de fantôme (Eine Spukgeschichte)
- Les Automates (Die Automate)
- Doge et Dogaresse (Doge und Dogaresse)
- Maître Martin le tonnelier et ses apprentis (Meister Martin der Küfner und seine Gesellen)
- L'Enfant étranger (Das fremde Kind)

### Troisième volume
- Le Diable à Berlin (Der Teufel in Berlin)
- Le Choix d'une fiancée (Die Brautwahl. Eine Geschichte in der mehrere ganz unwahrscheinliche Abentheuer vorkommen)
- Le Sinistre Visiteur (Der unheimliche Gast )
- Mademoiselle de Scudéry (Das Fräulein von Scuderi)
- Le Bonheur au jeu (Spielerglück)
- Le Baron de B. (Der Baron von B.)

### Quatrième volume
- Signor Formica (Signor Formica)
- Vampirisme (Vampirismus)
- Le Thé esthétique (Die ästhetische Teegesellschaft)
- Fiancée de roi (Die Königsbraut. Ein nach der Natur entworfenes Märchen)